# Kırklareli
Kırklareli (bulgarisch Лозенград Lozengrad, griechisch Σαράντα Εκκλησιές Saranta Ekklisjes) ist eine türkische Stadt und Hauptstadt der gleichnamigen Provinz nahe der Grenze zu Bulgarien (37 km in nordwestlicher Richtung). Gleichzeitig ist sie auch Zentrum des sie umgebenden zentralen Landkreis (Merkez İlçe). Sie liegt in der Region Ostthrakien und trug bis 1924 den Namen Kırkkilise (auch Kirk Kilisse geschrieben, zu dt. „Vierzig Kirchen“).

## Geographie

### Lage
Der Landkreis ist der größte der Provinz (25 %), hat aber nach Lüleburgaz nur die zweithöchste Einwohnerzahl. Seine Bevölkerungsdichte liegt über dem Provinzdurchschnitt (von 56 Einw. je km²). Er grenzt im Osten an den Kreis Demirköy, im Südosten  an den Kreis Pınarhisar, im Süden an den Kreis Babaeski, im Westen an drei Kreise der Provinz Edirne sowie im Norden an den Kreis Kofçaz.

### Landkreis
Der Kreis besteht neben der Kreisstadt noch aus drei weiteren Belediye (Gemeinden): Kavaklı (3910), Üsküp (2224) und İnece (1722 Einw.) sowie 40 Dörfern (Köy) mit durchschnittlich 343 Bewohnern. Das größte Dorf der Provinz liegt in diesem Kreis (Karakoç mit 3099 Einw.). Drei weitere Dörfer haben über 500 Einwohner: Kızılcıkdere (757), Kayalı (699) und Dolhan (640).

## Klimatabelle
|                        | Jan  | Feb  | Mär  | Apr  | Mai  | Jun  | Jul  | Aug  | Sep  | Okt  | Nov  | Dez  |   |       |
| Mittl. Temperatur (°C) | 3,2  | 3,8  | 6,9  | 12,1 | 17,3 | 21,8 | 24,1 | 23,6 | 19,2 | 14,0 | 8,7  | 4,9  | ⌀ | 13,3  |
| Mittl. Tagesmax. (°C)  | 6,9  | 8,3  | 11,9 | 17,7 | 23,4 | 28,1 | 30,8 | 30,7 | 26,1 | 19,7 | 13,1 | 8,2  | ⌀ | 18,8  |
| Mittl. Tagesmin. (°C)  | 0,3  | 0,4  | 2,8  | 7,2  | 11,4 | 15,6 | 18,0 | 17,8 | 13,9 | 9,9  | 5,3  | 2,1  | ⌀ | 8,8   |
|                        |      |      |      |      |      |      |      |      |      |      |      |      |   |       |
| Niederschlag (mm)      | 48,1 | 42,7 | 47,5 | 39,9 | 47,7 | 50,6 | 27,8 | 19,5 | 33,4 | 44,6 | 71,0 | 62,9 | Σ | 535,7 |
|                        |      |      |      |      |      |      |      |      |      |      |      |      |   |       |
| Sonnenstunden (h/d)    | 2,1  | 3,2  | 4,4  | 5,2  | 7,3  | 7,6  | 8,3  | 8,3  | 6,4  | 4,6  | 3,3  | 1,9  | ⌀ | 5,2   |
|                        |      |      |      |      |      |      |      |      |      |      |      |      |   |       |
| Regentage (d)          | 9,7  | 8,4  | 9,5  | 10,1 | 9,4  | 8,6  | 4,7  | 3,7  | 5,0  | 7,1  | 8,8  | 11,5 | Σ | 96,5  |

| 0,3 |

| 0,4 |

| 2,8 |

| 7,2 |

| 11,4 |

| 15,6 |

| 18,0 |

| 17,8 |

| 13,9 |

| 9,9 |

| 5,3 |

| 2,1 |

| 0,3 |

| 0,4 |

| 2,8 |

| 7,2 |

| 11,4 |

| 15,6 |

| 18,0 |

| 17,8 |

| 13,9 |

| 9,9 |

| 5,3 |

| 2,1 |

## Bevölkerung

### Bevölkerungsentwicklung
Nachfolgende Tabelle zeigt den vergleichenden Bevölkerungsstand am Jahresende für die Provinz, den zentralen Landkreis und die Stadt Kırklareli sowie den jeweiligen Anteil an der übergeordneten Verwaltungsebene. Die Zahlen basieren auf dem 2007 eingeführten adressbasierten Einwohnerregister (ADNKS).

| Jahr | Provinz | Landkreis    | Landkreis | Stadt        | Stadt   |
| Jahr | absolut | anteilig (%) | absolut   | anteilig (%) | absolut |
| ---- | ------- | ------------ | --------- | ------------ | ------- |
| 2020 | 361.737 | 28,05        | 101.451   | 78,74        | 79.884  |
| 2019 | 361.836 | 28,48        | 103.042   | 76,70        | 79.038  |
| 2018 | 360.860 | 28,52        | 102.909   | 76,86        | 79.093  |
| 2017 | 356.050 | 28,12        | 100.116   | 77,14        | 77.226  |
| 2016 | 351.684 | 27,76        | 97.626    | 76,81        | 74.986  |
| 2015 | 346.973 | 27,46        | 95.274    | 77,16        | 73.517  |
| 2014 | 343.723 | 26,92        | 92.514    | 75,84        | 70.161  |
| 2013 | 340.559 | 26,28        | 89.509    | 75,97        | 68.004  |
| 2012 | 341.218 | 26,07        | 88.956    | 75,72        | 67.360  |
| 2011 | 340.199 | 25,81        | 87.798    | 75,43        | 66.226  |
| 2010 | 332.791 | 25,27        | 84.085    | 73,92        | 62.152  |
| 2009 | 333.179 | 26,01        | 86.663    | 74,16        | 64.265  |
| 2008 | 336.942 | 25,19        | 84.868    | 72,91        | 61.880  |
| 2007 | 333.256 | 25,02        | 83.378    | 71,93        | 59.970  |

### Volkszählungsergebnisse
Zu den Volkszählungen liegen folgende Bevölkerungsangaben über die Stadt, den Kreis, die Provinz und das Land vor: Ein Teil der Werte (1960 und davor sowie 1997) wurden PDF-Dokumenten entnommen, die über die Bibliothek des TÜIK abruf- und downloadbar sind.
| Region                     | 1945        | 1950        | 1955        | 1960        | 1965        | 1970        | 1975        | 1980        | 1985        | 1990        | 1997        | 2000        |
| -------------------------- | ----------- | ----------- | ----------- | ----------- | ----------- | ----------- | ----------- | ----------- | ----------- | ----------- | ----------- | ----------- |
| Stadt (Şehir)              | 14.412      | 14.557      | 19.097      | 20.196      | 24.790      | 27.431      | 33.265      | 36.296      | 40.881      | 43.017      | 49.315      | 53.221      |
| zentraler Kreis (Merkez)00 | 68.666      | 71.908      | 61.833      | 59.465      | 64.231      | 63.176      | 68.161      | 71.129      | 75.290      | 77.175      | 77.727      | 80.730      |
| Provinz (İl)               | 178.203     | 191.376     | 222.856     | 241.146     | 258.386     | 257.131     | 268.399     | 283.408     | 297.098     | 309.512     | 318.866     | 328.461     |
| Türkei                     | 018.790.174 | 020.947.188 | 024.064.763 | 027.754.820 | 031.391.421 | 035.605.176 | 040.347.719 | 044.736.957 | 050.664.458 | 056.473.035 | 062.865.574 | 067.803.927 |

## Geschichte und Sehenswürdigkeiten in der Stadt

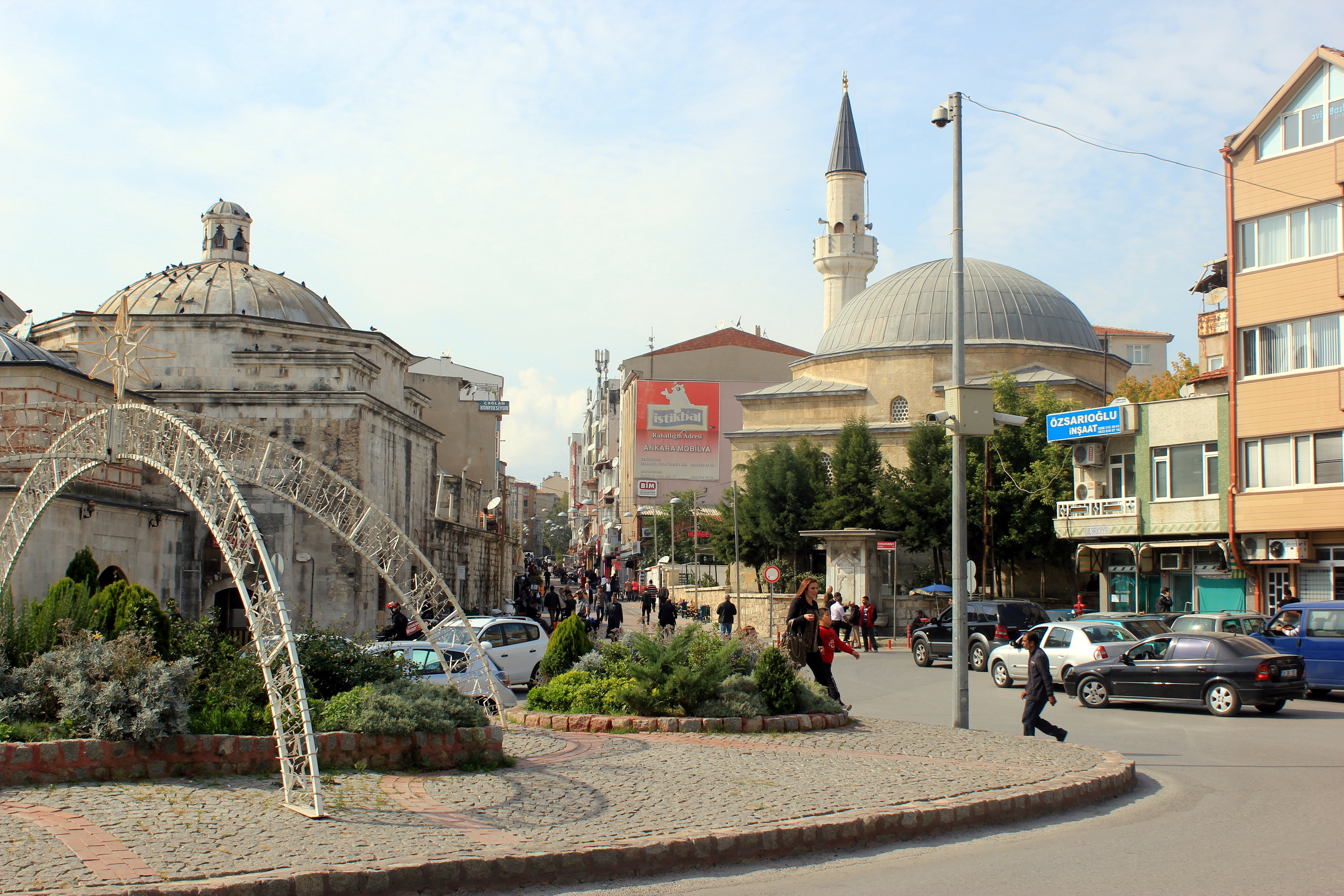
Hızırbey-Moschee (rechts) und Hızırbey-Hamam im Stadtzentrum

Bereits in prähistorischer Zeit wurde die Region um Kırklareli besiedelt. Das Archäologische Institut der Universität İstanbul gräbt seit 1993 gemeinsam mit dem Deutschen Archäologischen Institut und seit 2008 auch mit der Ludwig-Maximilians-Universität München zwei vorgeschichtliche Siedlungen aus. Der neolithische Tell Aşağı Pınar datiert in einen Zeitraum zwischen ca. 6100 und 4800 v. Chr., die bronzezeitliche Siedlung Kanlıgeçit dagegen in das dritte Jahrtausend v. Chr. Weiterhin sind aus der Umgebung verschiedene eisenzeitliche Grabhügel bekannt. Zahlreiche Funde sind im kleinen Historischen Museum der Provinz Kırklareli ausgestellt.

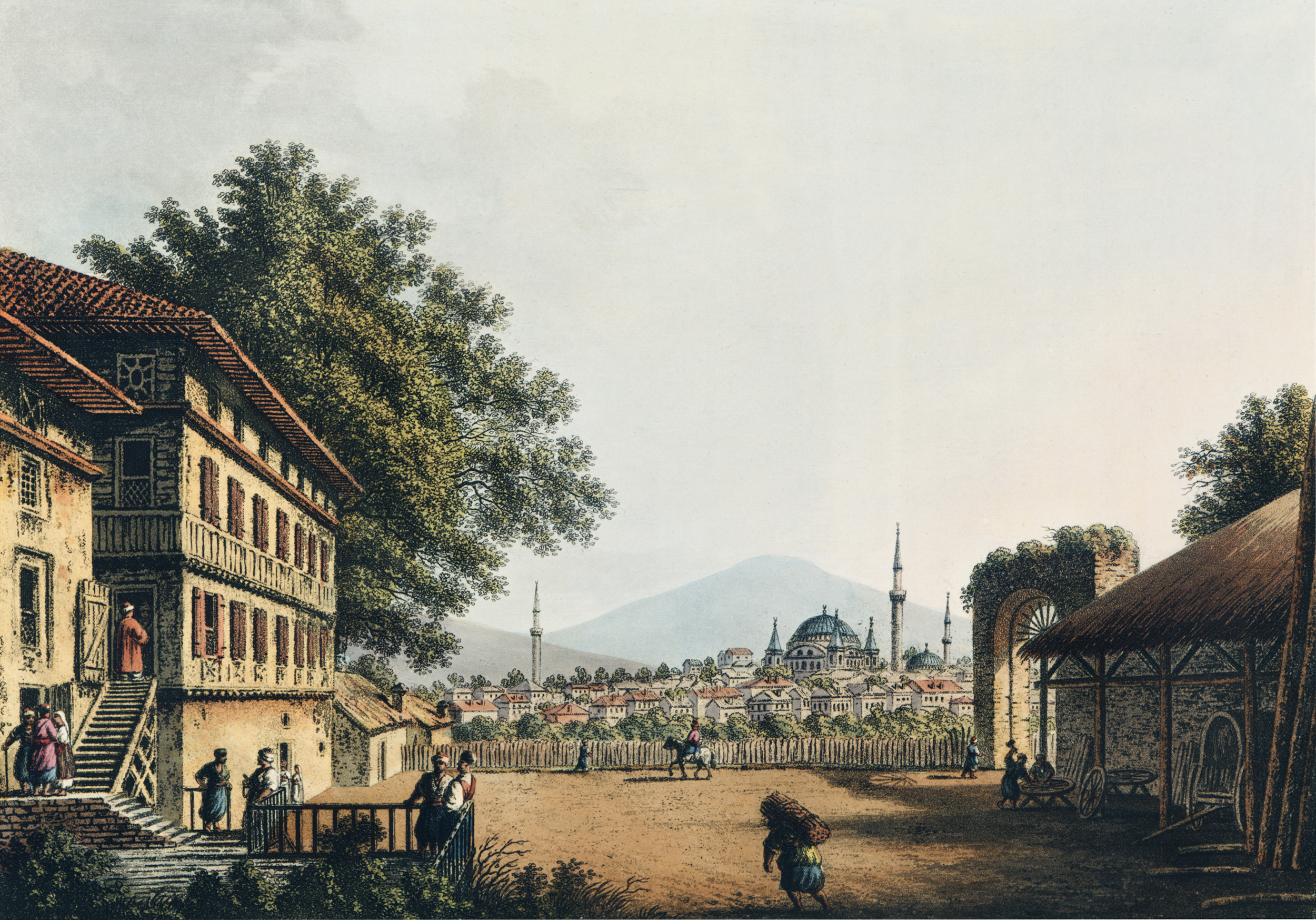
Kırklareli in der osmanischen Zeit

Die Hızır Bey Moschee, die älteste in der Provinzhauptstadt Kırklareli, wurde 1388 erbaut. Unter Hızır Bey, einem osmanischen Offizier, wurde gleich neben der Moschee auch ein Ensemble aus Hamam (Badehaus) und Besistan (überdachtem Basar) errichtet. Das Kırklar-Denkmal (Kırklar türkisch für Die Vierzig) aus dem 14. Jahrhundert, ein beeindruckendes Bauwerk bestehend aus 18 Säulen, steht auf dem gleichnamigen Hügel zur Erinnerung an 40 Janitscharen, die bei der Eroberung des Gebietes 1368 unter Sultan Murat I. gefallen sein sollen.

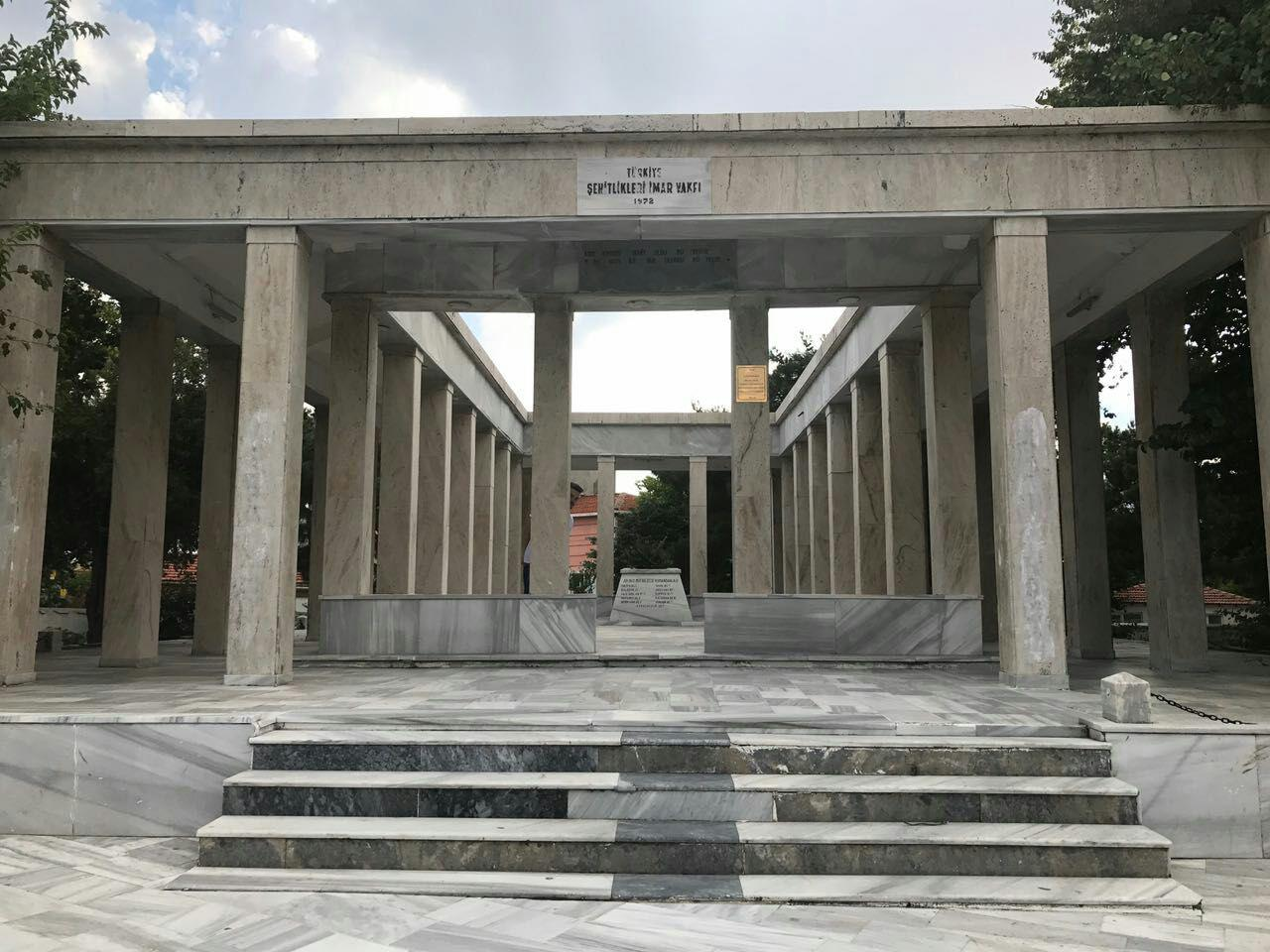
Das Kırklar-Denkmal in Kırklareli Stadt

In der französischsprachigen Statistik Ethnographie des Vilayets d’Andrinople, de Monastir et de Salonique zählte Kirk Kilisse im Jahr 1873, 3460 Haushalte mit 2700 moslemische, 6700 bulgarisch-orthodoxe und 2850 griechisch-orthodoxe Einwohner. Im Ersten Balkankrieg wurde die Stadt in der Schlacht von Kırklareli am 24. Oktober von der bulgarischen 1. Armee erobert, wurde jedoch im Zweiten Balkankrieg am 21. Juli 1913 vom osmanischen Truppen zurückerobert. In der Folge wurde die bulgarische Bevölkerung vertrieben oder ermordet (→ Thrakische Bulgaren). Ein Teil der Vertriebenen ließ sich in Sosopol und anderen Orten in der Region von Burgas nieder.
Besonders sehenswert ist die Yayla mahallesi, ein hochgelegenes Stadtviertel, das weitestgehend im Bauzustand des 19. Jahrhunderts verblieben ist.
Im Stadtzentrum befindet sich ein kleines Museum mit naturkundlichen und archäologischen Exponaten. Am südöstlichen Stadtrand wurde im Sommer 2008 neben der Ausgrabungsfläche von Aşağı Pınar eine Ausstellung zu den Ergebnissen der archäologischen Grabungen und der Vor- und Frühgeschichte des Umlandes eingerichtet.

## Verkehr
In Kırklareli kreuzen sich die Fernstraßen D 555 (Europastraße 87) und D 20. Außerdem ist die Stadt Anfangspunkt einer Eisenbahnlinie.

## Schulen und Universität
Neben allgemeinbildenden Schulen besteht das naturwissenschaftliche Gymnasium Kırklareli Fen Lisesi seit 2002. Die Universität Kirklareli entstand 2007 als Ausgründung aus der Trakya-Universität Edirne, Gründungsrektor ist Enver Duran.

## Sehenswürdigkeiten in der Umgebung
- Vize (gr. Bizye)
- Dupnisa Höhle im Strandscha-(Yıldız) Gebirge mit einer Gesamtlänge von 2720 m.

## Städtepartnerschaften
Die Stadt Kirklareli unterhält partnerschaftliche Beziehungen zu:
- Walldorf in Deutschland, seit 1970[6]

## Persönlichkeiten
- Anthim I. (1816–1888), Exarch des Bulgarischen Exarchats
- Orhan Çıkırıkçı (* 1967), türkischer Fußballspieler und -trainer
- Serkan Çınar (* 1976), türkischer Fußballschiedsrichter
- Candan Erçetin (* 1963), türkische Popsängerin
- Ramize Erer (* 1963), türkische Comic-Zeichnerin, Cartoonistin, Karikaturistin, Malerin und Autorin
- Erbil Uzel (* 1974), türkischer Fußballspieler

## Rezeption
Die Turkish Airlines haben einen Airbus A321 (TC-JSR) auf den Namen Kirklareli getauft.